# Parmulodes verrucosa
Parmulodes verrucosa is een eenoogkreeftjessoort uit de familie van de Entomolepididae. De wetenschappelijke naam van de soort is voor het eerst geldig gepubliceerd in 1944 door Wilson C.B..